# Imrehegy
Imrehegy je vas na Madžarskem, ki upravno spada pod podregijo Kiskőrösi Županije Bács-Kiskun.